# 梶田直繁
梶田 直繁（かじた なおしげ）は、戦国時代の武将。

## 略歴
加治田政直の子として美濃国加治田村にて誕生。
加治田村（梶田）に住んでいたが、篠木荘下市場村に来住し、木下秀吉に仕官する。永禄9年（1566年）8月、加治田衆を筆頭に中濃攻略戦後、美濃西部へ侵攻を開始する。9月に砦を墨俣に築き拠点とするにあたり、木下秀吉の川並衆・土着武士の一人として、稲田大炊介、蜂須賀正勝、前野将右衛と共に参陣。鉄砲組頭を務めた。
その後、藤吉郎の旗本として傍らで各合戦に従軍し仕えた。

## 人物・逸話
- 姓を加治田と名乗り、子の繁政から姓を梶田と改める[10]。
- 抄き書きに、蜂須賀、加治田、州の股一戦と一夜城建設働きの事と記述がある[11]。

## TV
- 秀吉（NHK大河ドラマ）　豊臣家家臣　加治田隼人：中山正幻